# Familia Golescu

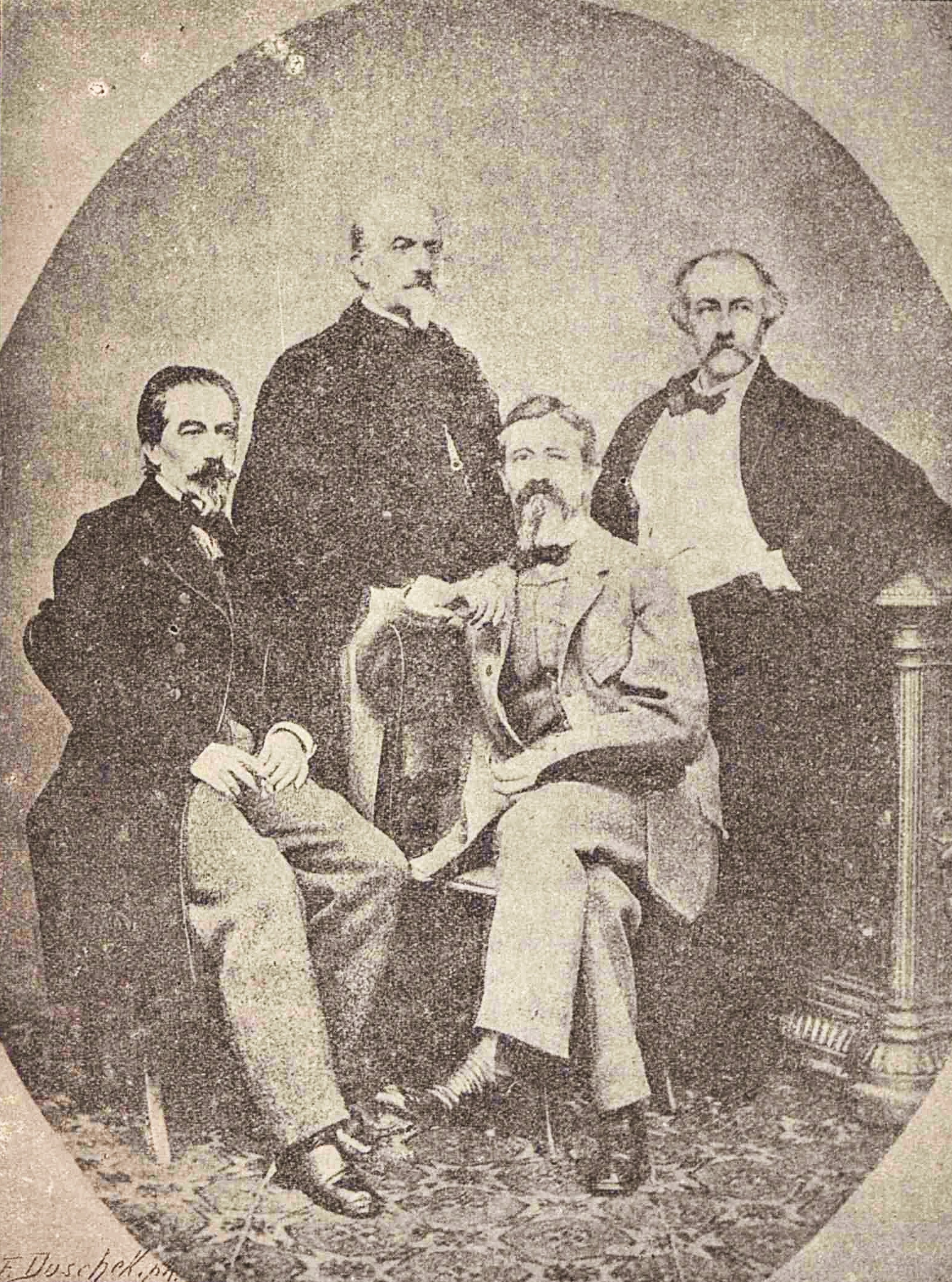
Frații Golești

Familia Golescu a fost una din familiile reprezentative din Țara Românească a secolelor XVII-XVIII. Rădăcinile familiei Golescu coboară până în secolul al XV-lea, primul menționat în documente fiind Baldovin pârcălabul, pe la 1495. Un document de la Mănăstirea Vieroși din județul Argeș, ctitorie a banului Ivașcu Golescu din 1573, îi numește pe boierii Golești urmași ai Craioveștilor, descendență prin care se înrudesc cu domnitorii Basarabi.
- Radu Golescu, mare ban de Țara Românească, căsătorit cu Zoița Florescu.
- Iordache Golescu (sau Gheorghe Golescu), ministru, creator al unei societăți secrete, politice, literare la Brașov în 1822.
- Dinicu Golescu (sau Constantin Golescu), participant alături de fratele său la creare societății secrete, scriitor. A fost căsătorit cu Zoe Farfara.
- Ana Golescu (1805-1878)
- Ștefan Golescu, prim-ministru al României în perioada 1867-1868.
- Nicolae Golescu, prim-ministru al României în două mandate, în 1860 și 1868.
- Radu Golescu, colonel al armatei române, mare revoluționar pașoptist.
- Alexandru G. Golescu, prim-ministru al României în anul 1870.

## Galerie

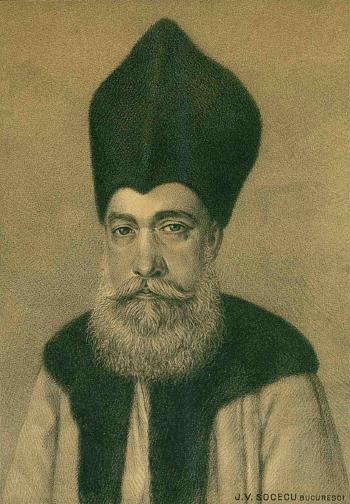
Iordache Golescu
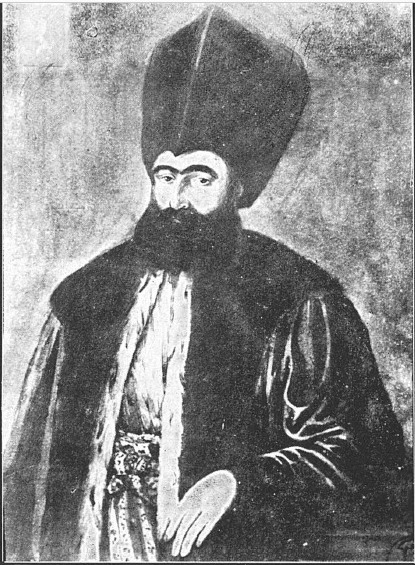
Dinicu Golescu
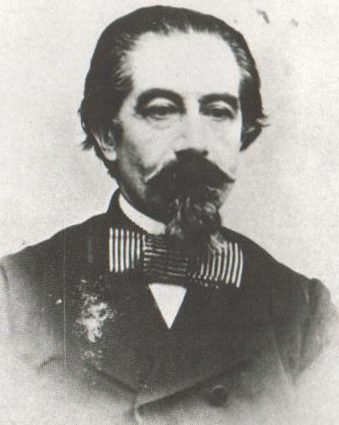
Ştefan Golescu
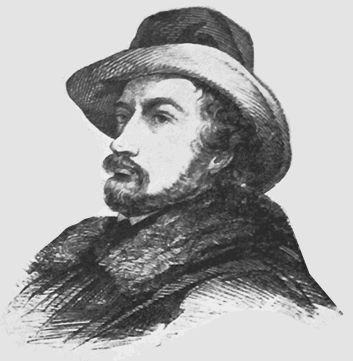
Nicolae Golescu
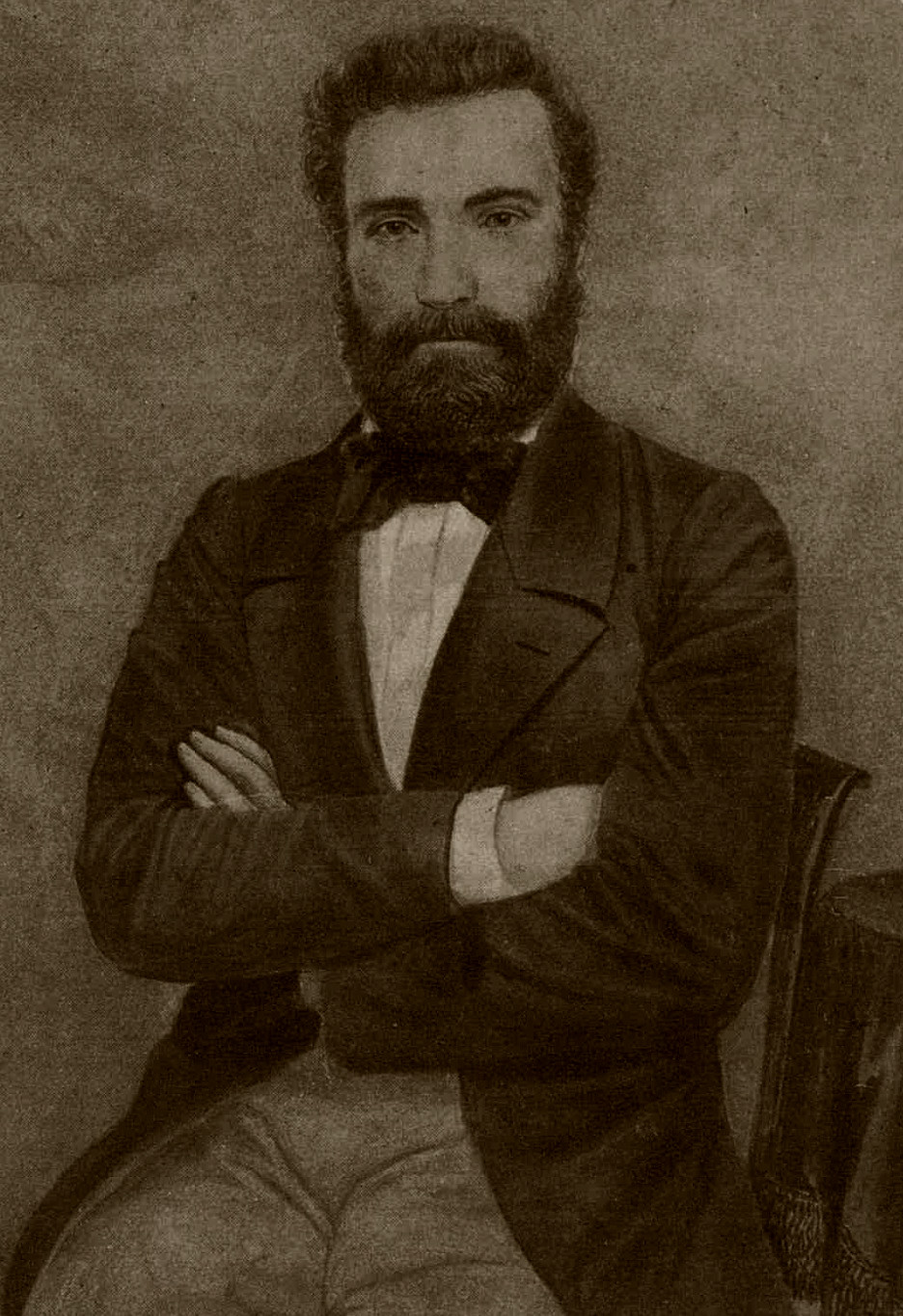
Alexandru G. Golescu